# ميايلو مارسنيتش
ميايلو مارسنيتش (بالصربية: Mijajlo Marsenić) مواليد 9 مارس 1993 في براني، هو لاعب كرة يد صربي يلعب كمحور. يلعب حاليا مع نادي فاردار لكرة اليد ويحمل الرقم 93. مثل منتخب صربيا لكرة اليد.

## سجل المنافسة
شارك في البطولات التالية:
- بطولة أوروبا لكرة اليد للرجال 2016

## روابط خارجية
- ميايلو مارسنيتش على موقع الاتحاد الأوروبي لكرة اليد (الإنجليزية)